# بومبي
بومبي (بالإيطالية: Pompeii)‏ أو پُمْپِيِي هي مدينة قديمة في ايطاليا رومانية كان يعيش فيها حوالي عشرون ألف نسمة، واليوم لم يبق من المدينة إلا آثارها القديمة. تقع المدينة على سفح جبل بركان فيزوف الذي يرتفع 1,200 متراً عن سطح البحر، بالقرب من خليج نابولي في إيطاليا.
ثار البركان ثوراناً هائلاً مدمراً عام 79 م ودمر مدينتي بومبي وهركولانيوم. طمر البركان المدينة بالرماد لمدة 1,600 سنة حتى تم اكتشافها في القرن الثامن عشر.

اليوم الأخير في بومبي بريشة كارل بريولوف. المتحف الروسي في سانت بطرسبرغ

بدأ البركان بالثوران في ظهيرة 24 أغسطس عام 79 محدثاً سحباً متصاعدة من الدخان كشجرة الصنوبر غطت الشمس وحولت النهار إلى ظلام دامس. حاول سكان المدينة الفرار بعضهم عن طريق البحر ولجأ بعضهم إلى بيوتهم طلباً للحماية. ذلك اليوم كان معداً لعيد إله النار عند الرومان، شاهد العيان الوحيد كان «بليني الصغير" الذي وصف سحب متصاعدة والبركان يقذف نيران هائلة وتساقط رماد سميك وهزات مصاحبة وارتفاع لمستوى سطح البحر أو ما يعرف اليوم بتسونامي، وتحول النهار إلى ليل معتم في المدينة، وقد قام عمه»بليني الأكبر“ بالتوجه إلى البحر لرصد الظاهرة، ولكنه توفي من أثر الغازات المتصاعدة.

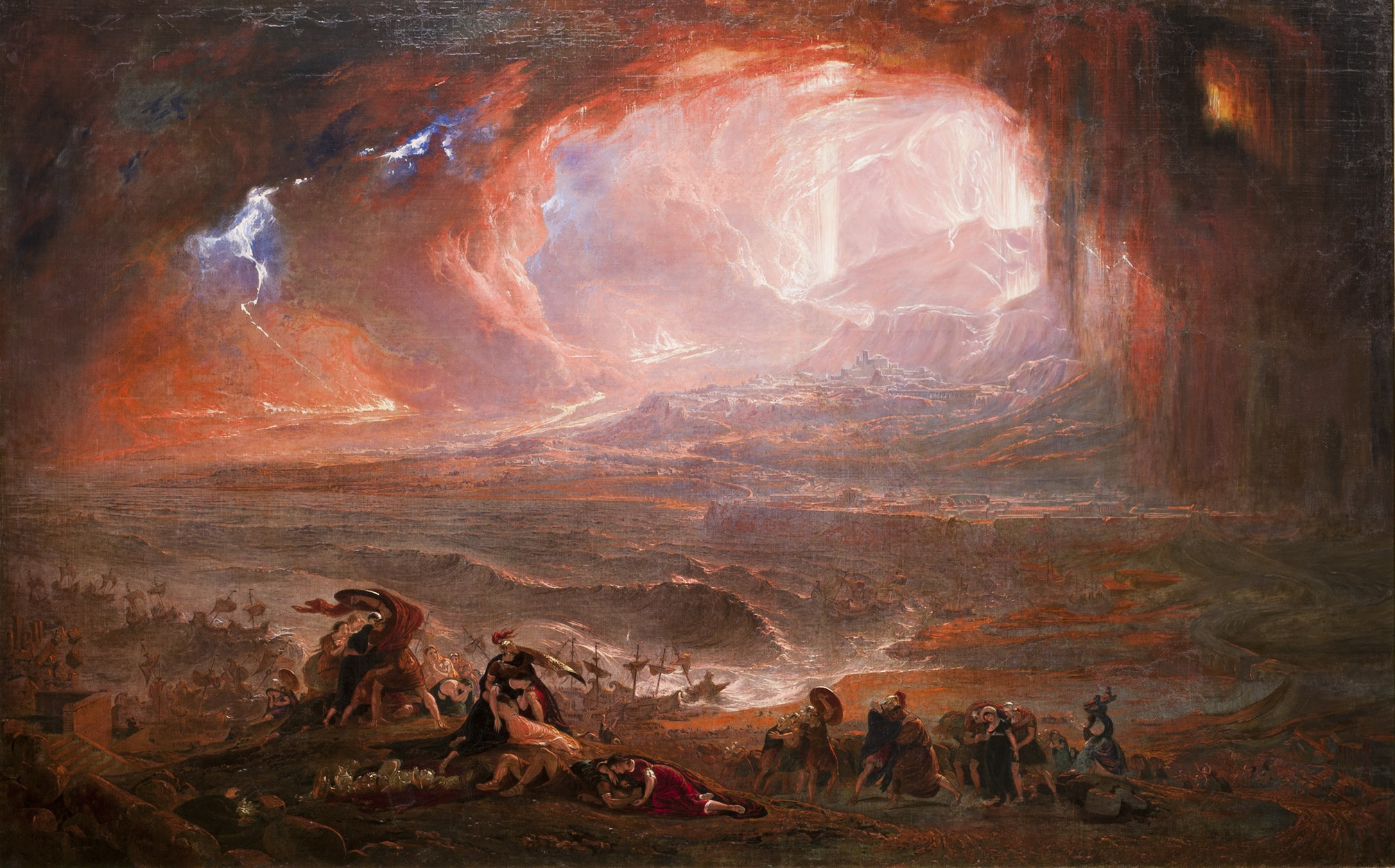
تدمير بومبي وهركولانيوم بريشة جون مارتن. متحف تيت في لندن

فقدت المدينة حتى عام 1738 حين اكتشفت هركولانيوم وتلتها مدينة بومبي عام 1748. واكتشف فيها الضحايا موتى في أوضاعهم التي كانوا عليها، واكتشف طابع المدينة الغني والترف وفترة الإمبراطورية الرومانية والعمارة والحياة الاجتماعية و تعرف أيضا عن الحياة اليومية القديمة في رومانيا

## التاريخ

### التاريخ المبكر
الحفريات الأثرية في الموقع تمتد إلى مستوى الشارع لهذا الحدث البركاني 79 م؛ كشفت الحفريات أعمق في الأجزاء القديمة من بومبي وعينات من حفر قريبة من طبقات مختلطة الرواسب التي تشير إلى أن المدينة عانت من الأحداث الزلزالية الأخرى قبل ثوران البركان. تم العثور على ثلاث طبقات من الرواسب على أعلى الحمم البركانية التي تقع تحت المدينة وكانت ممتزجة مع الرواسب، وقد عثر علماء الآثار على أجزاء من عظام الحيوانات، شظايا الفخار والنباتات.
الكربون المحدد للتاريخ قد قرر أن أقدم هذه الطبقات ترجع إلى القرون 8-6 قبل الميلاد (حوالي الوقت تأسست المدينة).قد تم فصل اثنين من الطبقات الأخرى إما عن طريق طبقات التربة تامة التشكل أو من الرصيف الروماني، وكانت قد وضعت في القرن 4 قبل الميلاد والقرن 2 قبل الميلاد. وافترضوا أن طبقات من الرواسب الملتبسة تم تكونها بواسطة سحق في التربة كبير ربما نجم عن هطول الأمطار موسعة.
تأسست المدينة حوالي القرن 6-7 قبل الميلاد من قبل الأسكان أو الأسكانيين، أي شعب من وسط إيطاليا، على ما كان مفترق طرق هام بين كوماي، نولا وستابيا.وقد تم بالفعل استخدامه كميناء آمن من قبل اليونانيين والبحارة الفينيقيين. وفقاً لسترابو، تم السيطرة على بومبي أيضاً من قبل الأتروسكان، في واقع الأمر [وضِّح الإطار الزمني] وقد أظهرت الحفريات الأخيرة وجود نقوش في مقبرة أترورية من القرن 6 قبل الميلاد تم وقوع بومبي لأول مرة من قبل المستعمرة اليونانية كوماي، المتحالفة مع سيراكيوز، بين 525 و 474 قبل الميلاد.في القرن 5 قبل الميلاد، تم غزو بومبى من قبل السامنيت (وجميع المدن الأخرى من كامبانيا)؛ وقد فرض الحكام الجدد العمارة وتوسيع المدينة. بعد حروب سامنيت وفي (القرن 4 قبل الميلاد)، اضطرت بومبي لقبول وضعية روما الاجتماعية، مع الحفاظ على الاستقلالية اللغوية والإدارية. في القرن 4 قبل الميلاد، وكانت محصنة كذلك. ظلت بومبي وفية لروما خلال الحرب البونيقية الثانية.
معبد أبولو الحالي تم بناؤه في القرن الثانى قبل الميلاد وكذلك الهياكل الدينية الأكثر أهمية في المدينة.
استغرقت بومبي جزءا من الحرب التي بدأتها مدينتي كامبانيا ضد روما، ولكن في 89 قبل الميلاد كانت قد حوصرت من قبل سولا. على الرغم من أن يتثلم من رابطة الاجتماعية، برئاسة لوكياس كليونتس، ساعد في مقاومة الرومان، في 80 قبل الميلاد اضطرت بومبي إلى الاستسلام بعد غزو نولا، وبلغت ذروتها في أن العديد من قدامى المحاربين التابعين لسولا سهلوا الإستيلاء على الأراضي والممتلكات، في حين أن العديد من أولئك الذين ذهبوا للحرب ضد روما قد أزيحوا من منازلهم. أصبحت بومبي مستعمرة رومانية مع اسم كولونيا كورنيليافينيريا بومبيانورام. أصبحت المدينة ممر هام للبضائع التي وصلت عن طريق البحر وكان لا بد من إرسالها نحو روما أو جنوب إيطاليا على طول قريب آبيا الطريق.
تم تغذيتها بالماء من قبل مهماز من أكوا أوغوستا (نابولي) بنيت ج. 20 قبل الميلاد على يد أغريبا؛ زود الخط الرئيسي إلى العديد من المدن الكبيرة الأخرى، وأخيرا القاعدة البحرية في ميزنيم. في كاستيلم قلعة رومانية في بومبي والحفاظ عليها جيدا، ويتضمن العديد من التفاصيل من شبكة التوزيع وضوابطها.

### القرن الأول بعد الميلاد

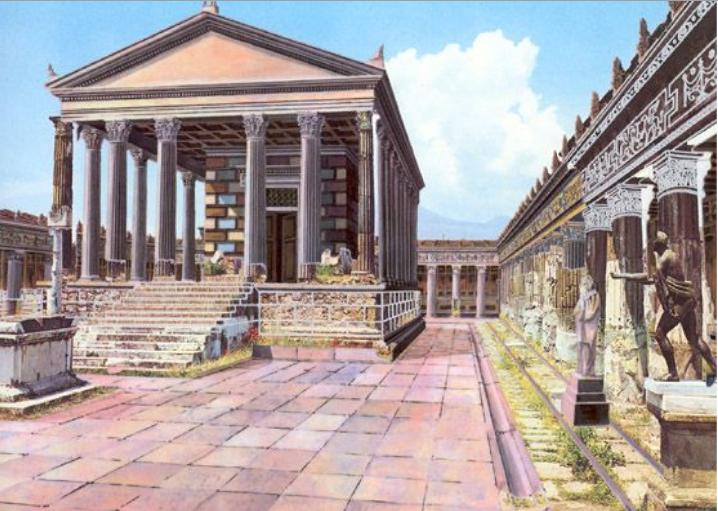
تصور إعادة الإعمار ، من كلارك / جامعة فيرارا الشراكة البحثية، لكيفية كيف كان معبد أبولو يبدو قبل اندلاع بركان جبل فيزوف

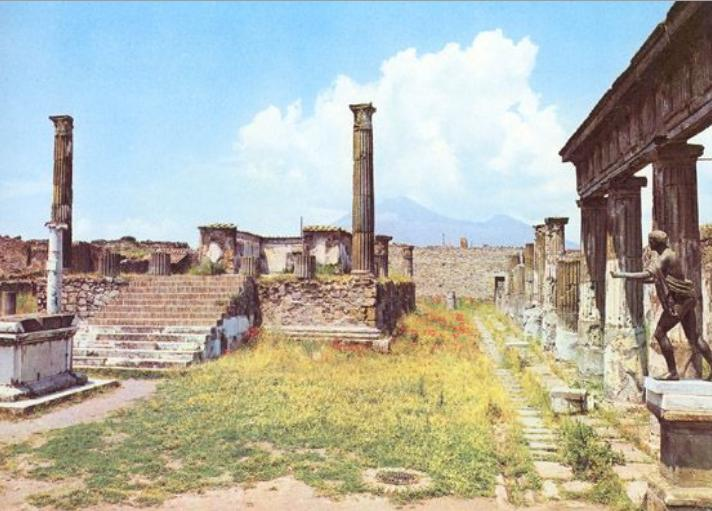
نفس الموقع كما يبدو اليوم.

المدينة المكتشفة تقدم لمحة عن الحياة الرومانية في القرن الأول، حيث تجمدت في اللحظة التي طمرت فيها في 24 آب 79 من الميلاد. المنتدى، والحمامات، والعديد من المنازل، وبعض الفيلات خارج المدينة مثل فيلا الألغاز لا تزال محفوظة بشكل جيد.
قد تم الاحتفاظ بتفاصيل الحياة اليومية. على سبيل المثال، على أرضية أحد المنازل (في Sirico)، النقش الشهير Salve, lucru ("مرحبا بكم، والربح") يشير إلى وجود شركة تجارية مملوكة من قبل اثنين من الشركاء، سيريكو ناميانس (ولكن يمكن أن يكون هذا كنية، حيث أن ناماس تعني "عملة واحدة؛ المال). وفرت منازل أخرى التفاصيل المتعلقة بالمهن والفئات، مثل مغسلة العمال (مغسلة غير مذكورة). تم العثور على جرار النبيذ تحمل ما هو على ما يبدو أقرب طرق التسويق المعروفة في العالم (من الناحية الفنية مزيج)، فيزيوفينيم (الجمع بين فيزوف والكلمة اللاتينية للنبيذ، VINUM) [بحاجة لمصدر]
والعديد من كتابات منحوتة على الجدران وداخل الغرف يوفر ثروة من المعلومات المتعلقة اللاتينية الفجة، وهو شكل من اللاتينية المتحدثة بالعامية بدلا من اللغة الأدبية للكتاب الكلاسيكيين.
في 89 قبل الميلاد، وبعد الاحتلال الأخير للمدينة من قبل الجنرال الروماني لوسيوس كورنيليوس سولا، تم ضم بومبي أخيرا إلى الجمهورية الرومانية. خلال هذه الفترة، خضعت بومبي لعملية واسعة من تطوير البنية التحتية، تم بناء معظمها خلال فترة اغسطس. وتشمل هذه التطويرات بناء المدرج، وهو في وسط حلبة المصارعة بركة السباحة (حمام سباحة) والقناة التي وفرت المياه لأكثر من 25 من نافورات الشوارع، وما لا يقل عن أربعة من الحمامات العامة، وعدد كبير من المنازل الخاصة ال (فيلات) والشركات. وقد شهد المدرج من قبل علماء جدد كنموذج لتصميم متطور، وخاصة في مجال السيطرة على الحشود.

### مدينة بومبي الأثرية
مدينة بومبي تقع بالقرب من مدينة نابولي، كانت مدينة عامرة أيام حكم الإمبراطور الروماني نيرون. دمرت بومبي هي ومدينة أخرى بالقرب منها تسمى هيركولانيوم في يوم 24 أغسطس 79 بعد أن ثار البركان؛ وظلت المدينة في طي النسيان حتى القرن الثامن عشر عندما اكتشفت آثار مدينة بومبي وعثر على مناطق بها جثث متحجرة حيث حل الغبار البركاني الذي يمكن أن نعتبره إسمنت طبيعي محل الخلايا الحية الرطبة وشكل أشكال البشر والحيوانات عندما قضى عليها الموت متأثرة بالهواء الكبريتي السام. كان بالمدينة البالغ عدد سكانها 200,000 نسمة الكثير من الاثرياء يعيشون عيشة رغدة. فكان بالمدينة شبكة مياه داخل البيوت وحمامات عامة وشوارع مرصوفة بالحجارة، وكان بها ميناء بحري متطور وكان بها مسارح وأسواق وأظهرت آثارهم اهتمامهم بالفنون والنقوش. كان مجتمعهم مجتمع روماني تقليدي بكل طبقاته بما فيهم العبيد.
قبل دمار المدينة أهمل السكان العلامات الدالة على قرب الانفجار، فلم يعبؤوا بالهزات الخفيفة وكذلك القوية ولا ببعض السحب البيضاء التي تتكون فوق فوهة البركان. ولم يتعظ السكان من الزلزال الذي خرب مدينتهم قبل ذلك ب 17 سنة، ولم يستجيبوا لدعاء الإمبراطور الروماني نيرون لهم بترك المدينة؛ ولعل ذلك يرجع إلى أنهم رؤوا من ذلك البركان خيرا كثيرا. فالتربة الغنية بالمعادن التي جعلت زراعتهم مثمرة مصدرها ذلك البركان، ومياه الأمطار التي كانت ترويهم وتسقى زرعهم كانت بسبب وجود ذلك الجبل البركاني. كانت هناك عدة علامات على ثوران البركان قبل الانفجار بأيام حدثت عدة هزات أرضية جفت بعدها الآبار وتوقفت العيون المائية، وصارت الكلاب تنبح نباحا حزينا فيما صمتت الطيور.
ولكن لم يستمع السكان المحليون التحذيرات. وعند منتصف النهار من يوم 24 أغسطس 79 سمع السكان تلك الضجة الكبيرة وانفلقت الصخور واللهب والدخان والرماد والغبار والأتربة في عمود متجهة صوب السماء لتسقط بعدها بنصف ساعة على رؤوس السكان. تمكن بعض منهم من النجاة هربا إلى الميناء واختبأ آخرون في المنازل والمباني فتحولوا بعدها إلى جثث متحجرة عثر منها على حوالي 2,000 جثة ; وكثير منهم سحق تحت الصخور المتساقطة التي أسقطت أسقف المباني. وبعدها بساعات وصلت الحمم الملتهبة الزاحفة على الأرض إلى المدينة فأنهت كل أشكال ومظاهر الحياة فيها. ودفنت المدينة تحت ثلاثة أمتار من الحمم والأتربة والغبار.
وظلت المدينة مدفونة لمدة 1700 عام تحت كمية كبيرة من الرماد، وظلت كذلك قروناً طويلة حتى عثر عليها أحد المهندسين خلال عمله في حفر قناة بالمنطقة، واكتشف المدينة بعد أن غطتها البراكين وكل شيء بقي على حالته خلال تلك المدة.
وأثناء التنقيب تم الكشف عن الجثث على سطح الأرض، وكانت المفاجأة أنهم ظهروا على نفس هيئاتهم وأشكالهم، بعد أن حلّ الغبار البركاني محل الخلايا الحية الرطبة لتظهر على شكل جثث إسمنتية. ويرى أحد خبراء الآثار ويدعى «باولوا بيثرون» وعالم البراكين «جو سيفي» أن أهل القرية أحيطوا بموجة حارة من الرماد الملتهب تصل درجة حرارتها إلى 500 سيليزية، بصورة سريعة جداً حيث غطت 7 أميال إلى الشاطئ، وتظهر الجثث على هيئاتها وقد تحجرت الأجساد كما هي، فظهر بعضها نائم وآخر جالس وآخرون يجلسون على شاطئ البحر وبكل الأوضاع بشحمهم ولحمهم.
عندما انفجر البركان ارتفع الرماد إلى 9 أميال في السماء وخرج منه كمية كبيرة من الحميم، ويقول العلماء إن كمية الطاقة الناجمة عن انفجار البركان يفوق أكبر قنبلة نووية ثم تساقط الرماد عليهم كالمطر ودفنهم تحت 75 قدماً.
وبعد عمل العديد من الأبحاث على 80 جثة لأهل القرية وجد العلماء أنه لا توجد جثة واحدة يظهر عليها أي علامة للتأهب لحماية نفسها أو حتى الفرار، ولم يبد أحدهم أي ردة فعل ولو بسيطة، والأرجح أنهم ماتوا بسرعة شديدة دون أي فرصة للتصرف، وكل هذا حدث في أقل من جزء من الثانية.
أفادت أبحاث جديدة بأن بعض الضحايا الذين لقوا حتفهم في بومبيي ربما قضوا بسبب زلزال. فقد درس الباحثون لمدة عقود ما إذا كان النشاط الزلزالي حصل أثناء ثوران بركان فيزوف قبل نحو ألفَي عام، وليس قبل ذلك بقليل، كما ذكر القاضي الروماني بلينيوس الأصغر في رسائله. ووفرت الدراسة التي نشرتها مجلة "فرونتيرز إن إيرث ساينس" الأكاديمية المختصة بالكيمياء الجيولوجية وعلم الزلازل، معطيات جديدة عن الموقع الأثري الشهير، إذ اعتبرت أنّ "من أسباب انهيار المباني وموت السكان" في بومبيي زلزال واحد أو أكثر بالتزامن.
والآن بعد أن أصبحت المدينة مزاراً سياحياً للسياح، بعض المناطق بها يحظر على الأطفال والأقل من 18 عاماً دخولها بسبب الرسومات الإباحية، وخاصة على بعض المباني والحمامات التي كانت تعرض المتعة لزبائنها
ويذكر أن «بومبي» لفتت نظر العديد من الشخصيات على مدار التاريخ وخاصة من محبي الفنون، ولكن زارها الملك فرانسيس الأول من نابولي لحضور معرض بومبي في المتحف الوطني مع زوجته وابنته عام 1819، صدم بما رآه من رسومات وأمر بجمع هذه المقتنيات ووضعها في غرفة مغلقة عن العامة بسبب خدشها للحياء العام، ولم تفتح هذه الغرفة الا في عام 2006.